# Hauptpost Frankfurt am Main

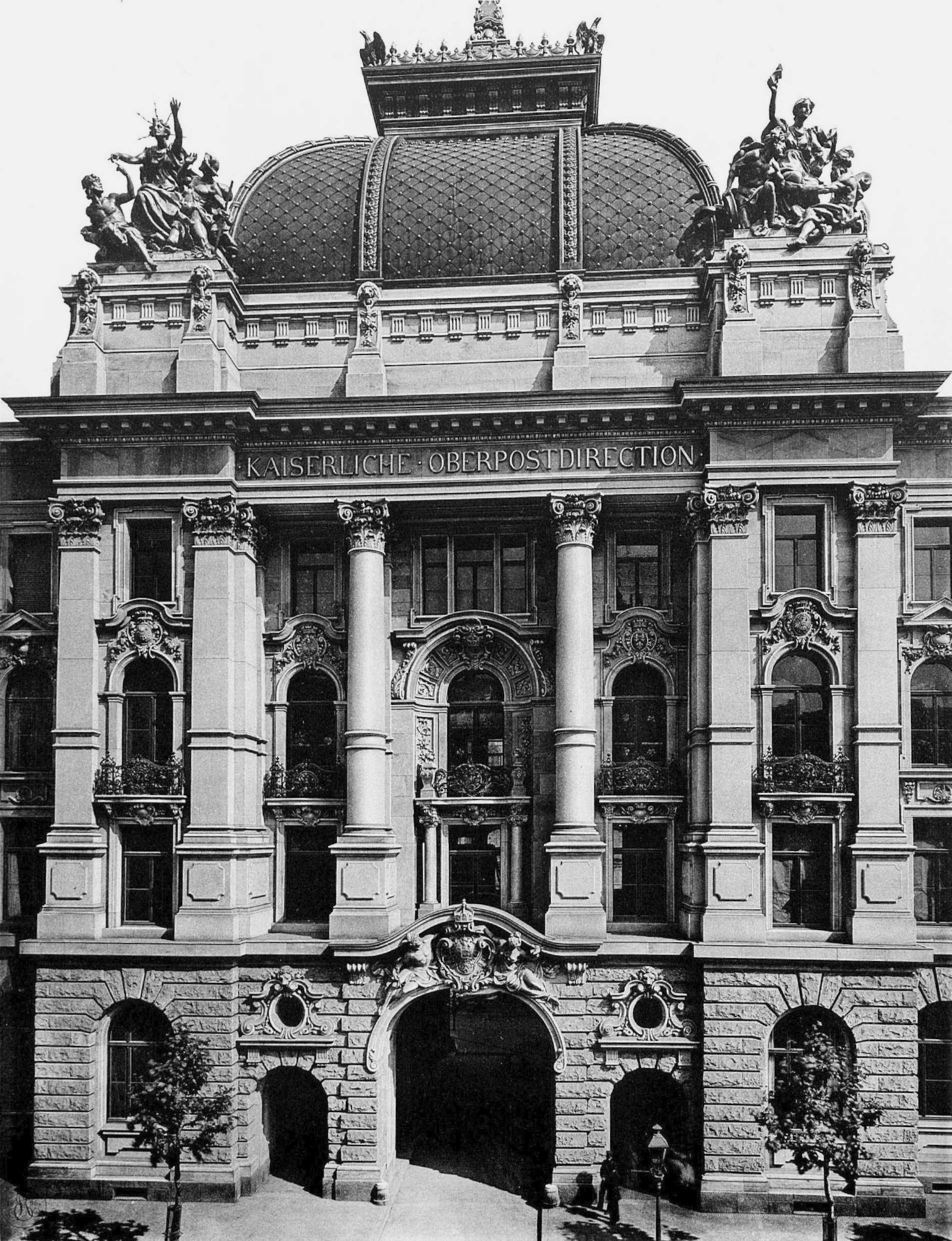
Mittelrisalit der Hauptfassade zur Zeil (1898)

Die Hauptpost von Frankfurt am Main – auch: Postamt 1 – wurde 1891 an der Zeil 110 mit einem prachtvollen Neubau im Stil des Historismus eröffnet. Nach dem Zweiten Weltkrieg entstand an gleicher Stelle das Fernmeldehochhaus, der dann aber mit der Privatisierung der Deutschen Bundespost und dem Rückgang der traditionellen Postdienste aufgegeben wurde. 2008 wurde hier das Palaisquartier (Frankfurt HochVier) erbaut, an der Stelle der Fassade zur Zeil befindet sich heute das Einkaufszentrum MyZeil.

## Gebäude von 1895

### Lage und Beschreibung
Das Grundstück liegt im Innern eines großen Baublocks, der von den drei wichtigen Geschäftsstraßen Zeil, Stiftstraße und Große Eschenheimer Straße eingeschlossen wird. Das an der Zeil liegende Rothe Haus, seit 1867 Residenz der preußischen Oberpostdirektion war 1879 neu verkleidet und 1887 bis 1892 mit den Nachbarhäusern Weinhaus Drexel und Russischer Hof zu einem einzigen Postgebäude zusammengefasst worden. Der Hof des Rothen Hauses war in der Biedermeierzeit das Zentrum des Frankfurter Reiseverkehrs: Von hier aus fuhren die Postkutschen in der ersten Hälfte des 19. Jahrhunderts hinaus in alle Richtungen. Für den Bau des neuen Postamtes wurden die Hotels Rotes Haus und Russischer Hof abgebrochen. Zugrunde lagen Entwürfe des Geheimen Postrates Julius Skalweit im Reichspostamt, der die Oberleitung innehatte. Danach folgten die ausführlichen Entwürfe für die Hof- und das Hauptgebäude.

### Hauptbau

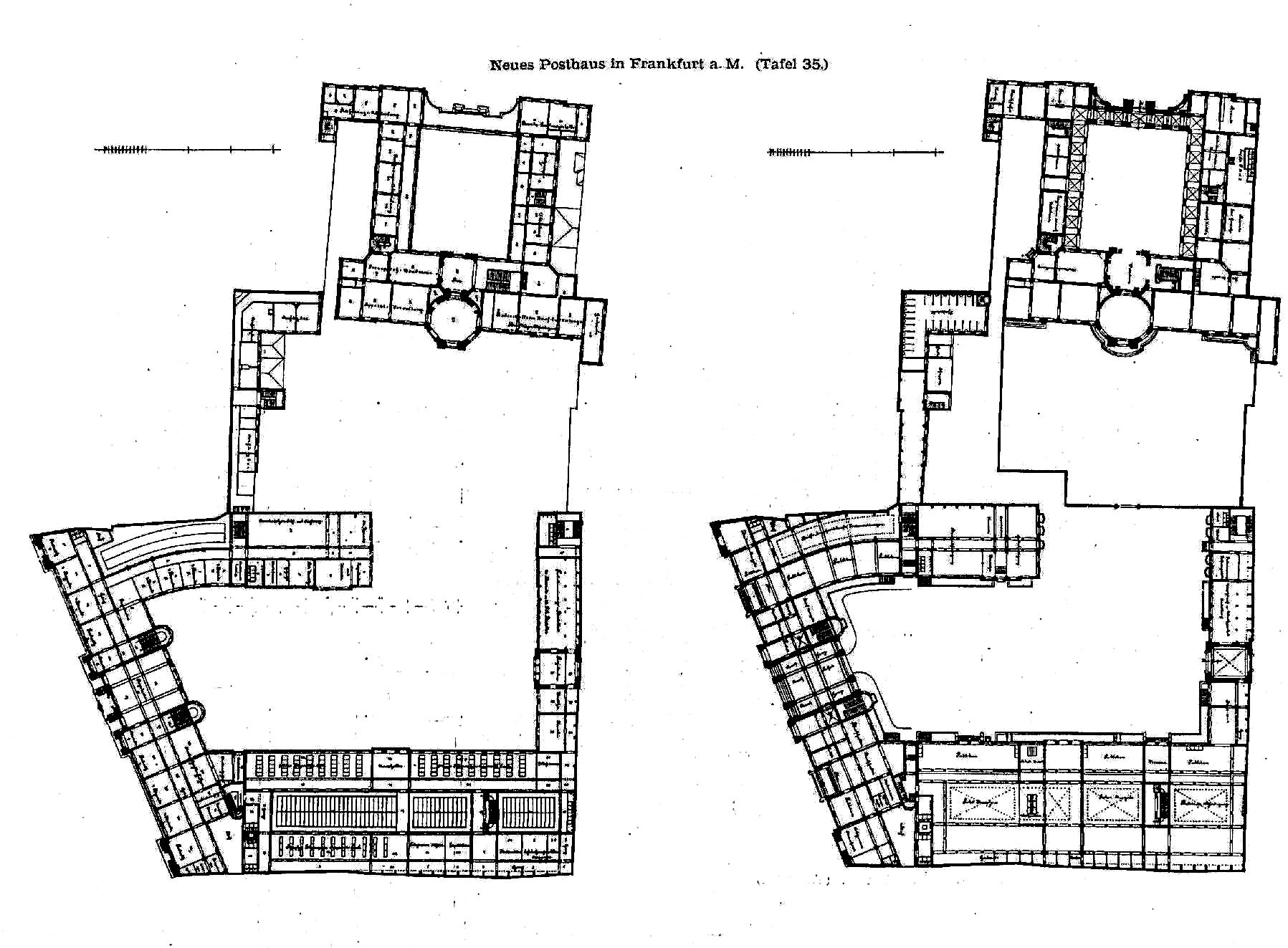
Grundriss

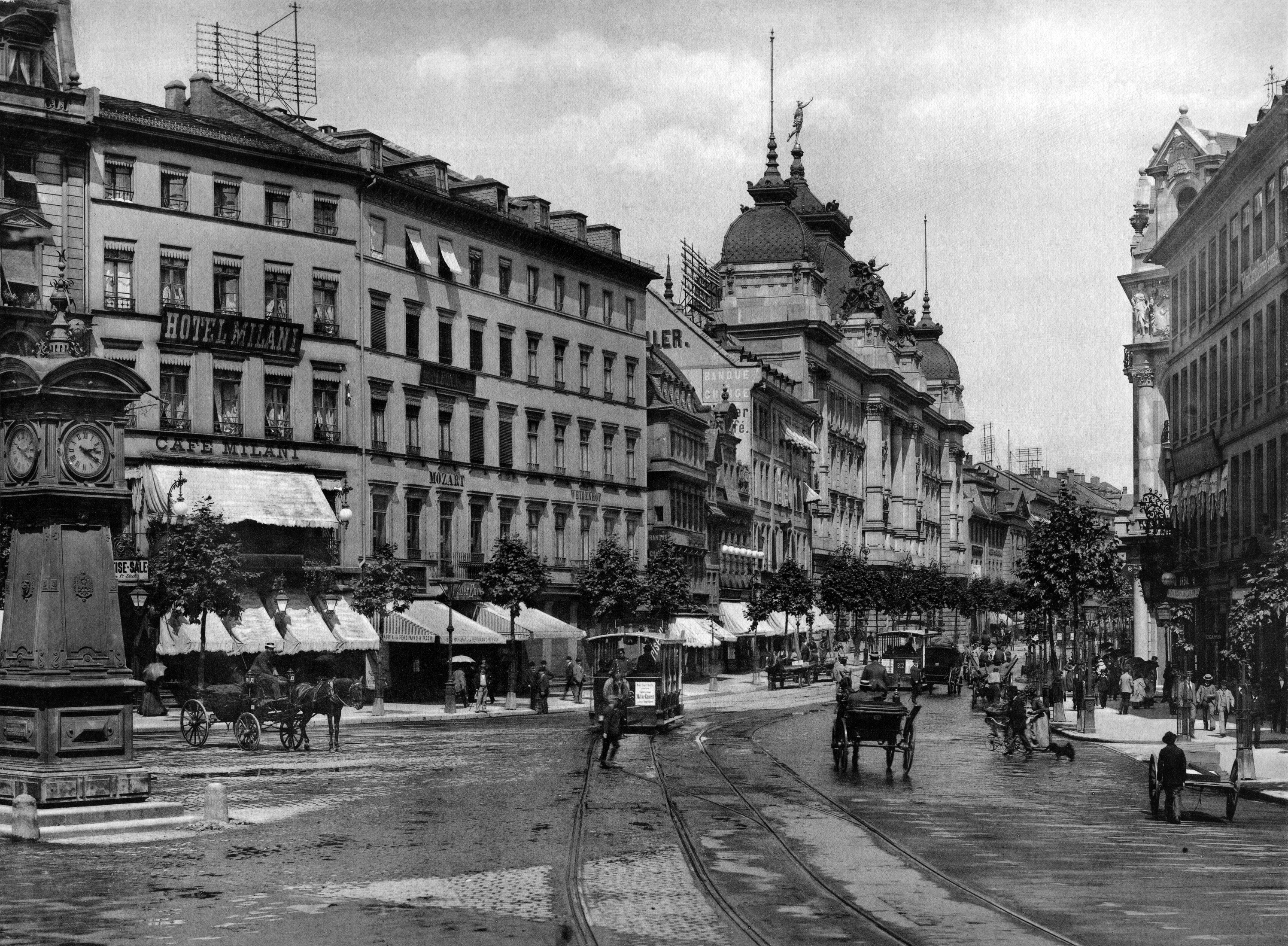
Fassade der Hauptpost zur Zeil, 1898
(Fotografie von Max Junghändel)

Regierungsbaumeister Franz Ahrens hatte das Hauptgebäude geplant. Der Entwurf für das Hauptgebäude musste jedoch noch mehrmals umgearbeitet werden, so dass Heinrich von Stephan, Staatssekretär des Reichspostamtes, den Entwurf des Postbauinspektors Prinzhausen erst am 30. Mai 1893 als endgültige Grundlage für die Gestaltung des Hauptbaus genehmigte.

### Hofbau
Während das Hauptgebäude von Regierungsbaumeister Ahrens geplant wurde, war für das Hofgebäude der Entwurf von Regierungsbaumeister Priess maßgeblich. 1894 beschloss der Reichstag das Palais Thurn und Taxis zu erwerben, da ab 1876 die Telegraphie und ab 1881 auch das Fernsprechwesen an Aufgaben hinzugekommen waren, sodass für die weitere Ausführung der Hofgebäude des Postamtes nun eine andere Grundlage gegeben war. Vom ursprünglichen Priess’schen Plan wurde Abstand genommen und unter Leitung des Geheimen Postrates Hake erarbeitete nun Prinzhausen auch den Entwurf für den Hofbau. Das Palais Thurn und Taxis erwies sich aber als für Postzwecke ungeeignet und wurde deshalb 1905 an die Stadt Frankfurt weiterverkauft, die darin ein Museum für Völkerkunde unterbrachte.

### Betrieb
Das Hauptpostamt hatte einen eigenen Anschluss an die Straßenbahn Frankfurt am Main. Von hier aus wurde die Poststraßenbahn betrieben. Das Zufahrtsgleis zur Hauptpost zweigte auf der Zeil ab und führte durch das Portal des Postgebäudes in den Innenhof. Dort befand sich eine Wendeschleife mit einem Überholgleis. Ebenfalls im Innenhof befand sich eine eigene zweigleisige Wagenhalle für sechs Triebwagen mit eigener Werkstatt. Insgesamt verliefen dort 460 Meter Gleis.

## Wiederaufbau und Nutzungen: 1947 bis 2007

### Nach Kriegszerstörungen
Das Gebäude der Hauptpost von 1895 wurde durch den Luftangriff im März 1944 schwer beschädigt. Am Ende des Zweiten Weltkriegs war es nicht mehr nutzbar, Ersatz musste geschaffen werden. Auf einen – erwogenen – Standortwechsel wurde wegen der günstigen Lage des Grundstücks und der noch intakten Fernmeldeleitungen verzichtet. Die Hauptverwaltung für das Post- und Fernmeldewesen beschloss deshalb im August 1947, Post- und Fernmeldegebäude auf dem alten Postgelände wieder zu errichten.
Um die erforderlichen neuen Gebäude unterbringen zu können, wurde das 12.399 m² große Gelände durch Ankauf auf 21.431 m² vergrößert. Unter den neu erworbenen Grundstücken befand sich erneut auch das Grundstück des an der Großen Eschenheimer Straße gelegenen Palais Thurn und Taxis – nun eine Ruine. An der Stiftstraße wurden Grundstücke erworben und dort eine neue Zufahrtsstraße geschaffen, so dass die Zeil nicht länger von Postfahrzeugen befahren werden musste.

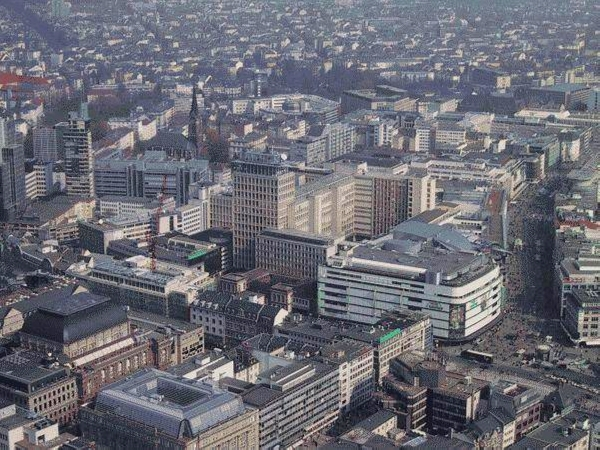
Ehemaliger Fernmeldehochhaus-Komplex 2003

Wegen der unregelmäßigen Form des Areals, der Lage des Grundstücks sowie wegen zu erhaltender Gebäude und Gebäudereste, in denen der laufende Betrieb auch während des Baus aufrechterhalten werden musste, verblieben dem planenden Architekten wenig gestalterische Freiheit. Um die Funktionen des schnell expandierenden Fernmeldebetriebs unterbringen zu können, wurde ein Hochhaus mit einer Gebäudehöhe von etwa 55 m geplant. Obwohl keine Interessen von Nachbarn beeinträchtigt waren, weil nach allen Seiten ausreichend Grenzabstand eingehalten wurde, verweigerte die Stadtverwaltung Frankfurt am Main aus Rücksicht auf das historische Stadtbild mit dem Dom ihre Zustimmung. Die Höhe des Gebäudes musste daher auf acht Obergeschosse mit einer Hauptgesimshöhe von etwa 40 m zurückgenommen werden. So entstand das Fernmeldehochhaus, das als erstes Frankfurter Hochhaus gilt.
Sämtliche Gebäude – sowohl die der Briefpost als auch jene des Fernmeldeamtes – wurden um einen etwa 5000 m² großen Hof angeordnet. Die Gebäude der beiden Betriebszweige waren sorgfältig voneinander getrennt, die Gebäude der Post orientierten sich in ihrem Schwerpunkt in Richtung Zeil. Durch das historische Portal und den Innenhof des Palais Thurn und Taxis an der Großen Eschersheimer Straße bestand der öffentliche Zugang zu der im Erdgeschoss gelegenen Fernmeldehalle.

### Verwertung des Grundstücks
Diese in den Anfängen der 1950er Jahre geschaffene Anlage wurde 50 Jahre später aufgegeben. Der Fernmeldeturm war zwar ein Baudenkmal nach dem Hessischen Denkmalschutzgesetz. Gleichwohl wurde er zusammen mit dem gesamten Areal abgerissen, damit hier ab 2008 die Großerschließungsmaßnahme Palaisquartier (Frankfurt HochVier) gebaut werden konnte, die Geschäfte, Hotels und Büros beherbergt.

### Nutzung / Benutzung durch die National Security Agency (NSA)
Die US-amerikanische NSA hatte jahrelang direkt über der Frankfurter Hauptpost eine Abhörzentrale. Nach dem Umzug der Hauptpost in ein nahegelegenes Gebäude war diese auch dort mit der NSA direkt verbunden. Hierzu entstand eine Verbindung über gepanzerte Telefonleitungen mit dem Telekommunikations-Knoten der Bundespost in Frankfurt. Offiziell bezeichnete sich der Bundesnachrichtendienst (BND) als Mieter der Räume.